# Bygningsdel
Bygningsdele er de elementer, der anvendes for at skabe en funktionel og smuk bygning.[kilde mangler] De enkelte dele er forklaret i hver deres artikel.
I Byggeriets begrebskatalog er en bygningsdel defineret ved følgende:
En del af en bygning som, i sig selv eller i kombination med andre lignende dele, opfylder en karakteristisk funktion i bygningen. (Definition fra ISO 12006-2:2001)
- Bue
- Dør
- Mur
- Pille
- Rem
- Rum
- Rygning
- Sokkel
- Spær
- Stolpe
- Søjle
- Tag
  - Tagrytter
- Vindue
- Ås

- Fundament
  - Pilotering
    - Pæl

  - Kælder

| Arkitektur | Spire Denne arkitekturartikel er en spire som bør udbygges. Du er velkommen til at hjælpe Wikipedia ved at udvide den. |